# Station Jemeppe-sur-Sambre
Station Jemeppe-sur-Sambre is een stopplaats langs spoorlijn 130 (Namen - Charleroi) in de gemeente Jemeppe-sur-Sambre.
Van hier vertrekt spoorlijn 144 (Jemeppe-sur-Sambre - Gembloers).

## Treindienst
| Serie       | Treinsoort               | Route                                                                                         | Bijzonderheden                                            |
| ----------- | ------------------------ | --------------------------------------------------------------------------------------------- | --------------------------------------------------------- |
| IC 25       | Intercity (NMBS)         | Moeskroen – Doornik – Bergen – Charleroi-Centraal – Namen – Luik-Guillemins – Herstal – Liers | Rijdt in het weekend tussen Moeskroen en Liers.           |
| S 61        | S-trein Charleroi (NMBS) | Waver – Charleroi-Centraal – Jemeppe-sur-Sambre – Jambes                                      | Rijdt in de week 2×/u tussen Jambes - Charleroi-Centraal. |
| P 7690/8690 | Piekuurtrein (NMBS)      | [ Tamines – ] Jemeppe-sur-Sambre – Gembloers                                                  | Een trein vanaf Tamines.                                  |
| P 7720/8720 | Piekuurtrein (NMBS)      | Jemeppe-sur-Sambre – Charleroi-Centraal – Brussel-Zuid – Schaarbeek                           | Rijdt alleen op werkdagen.                                |
| P 7780/8780 | Piekuurtrein (NMBS)      | Charleroi-Centraal – Jemeppe-sur-Sambre – Namen – Jambes                                      | Rijdt alleen op werkdagen. Een trein tot Jambes.          |

## Galerij

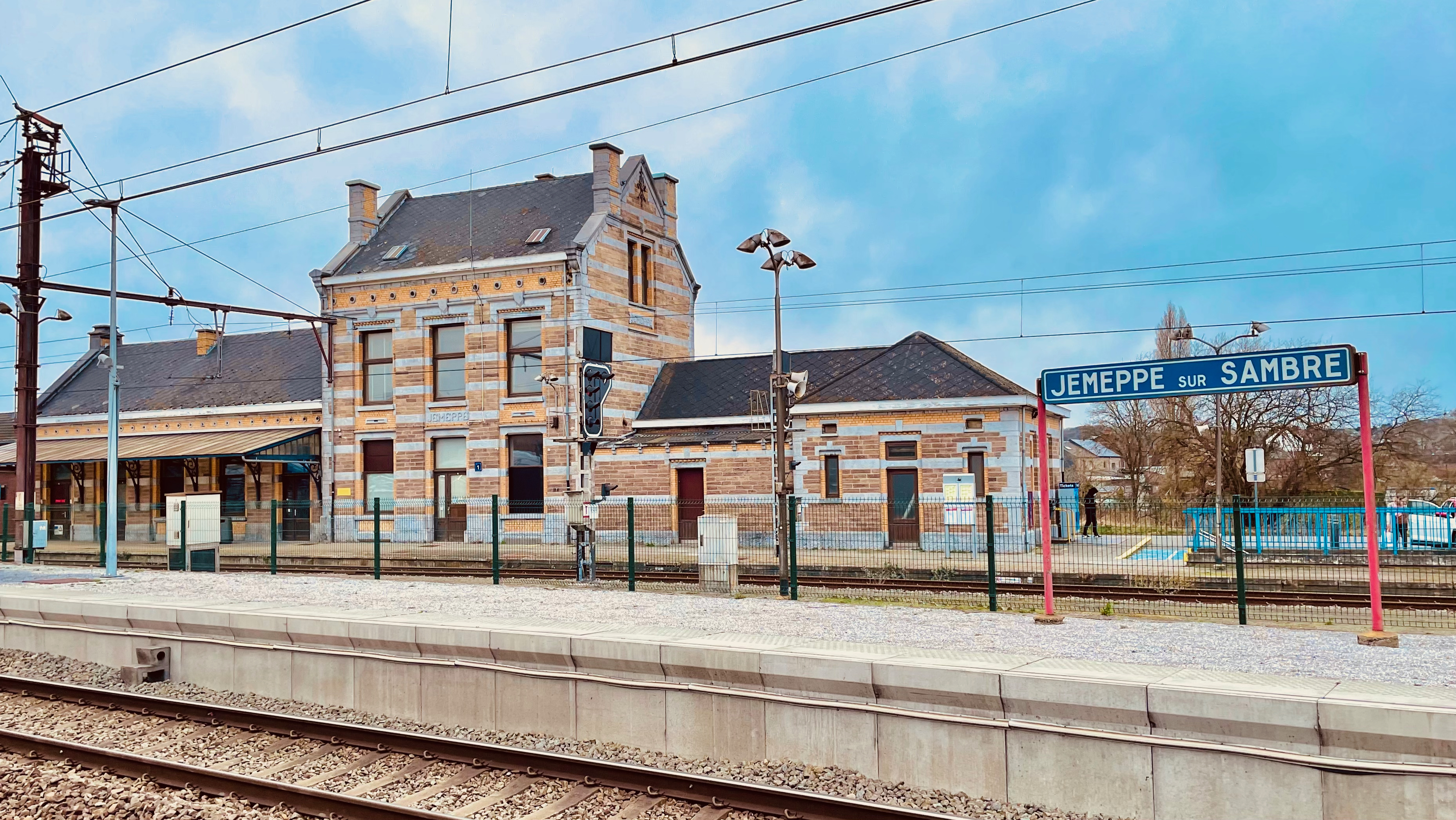
Het stationsgebouw
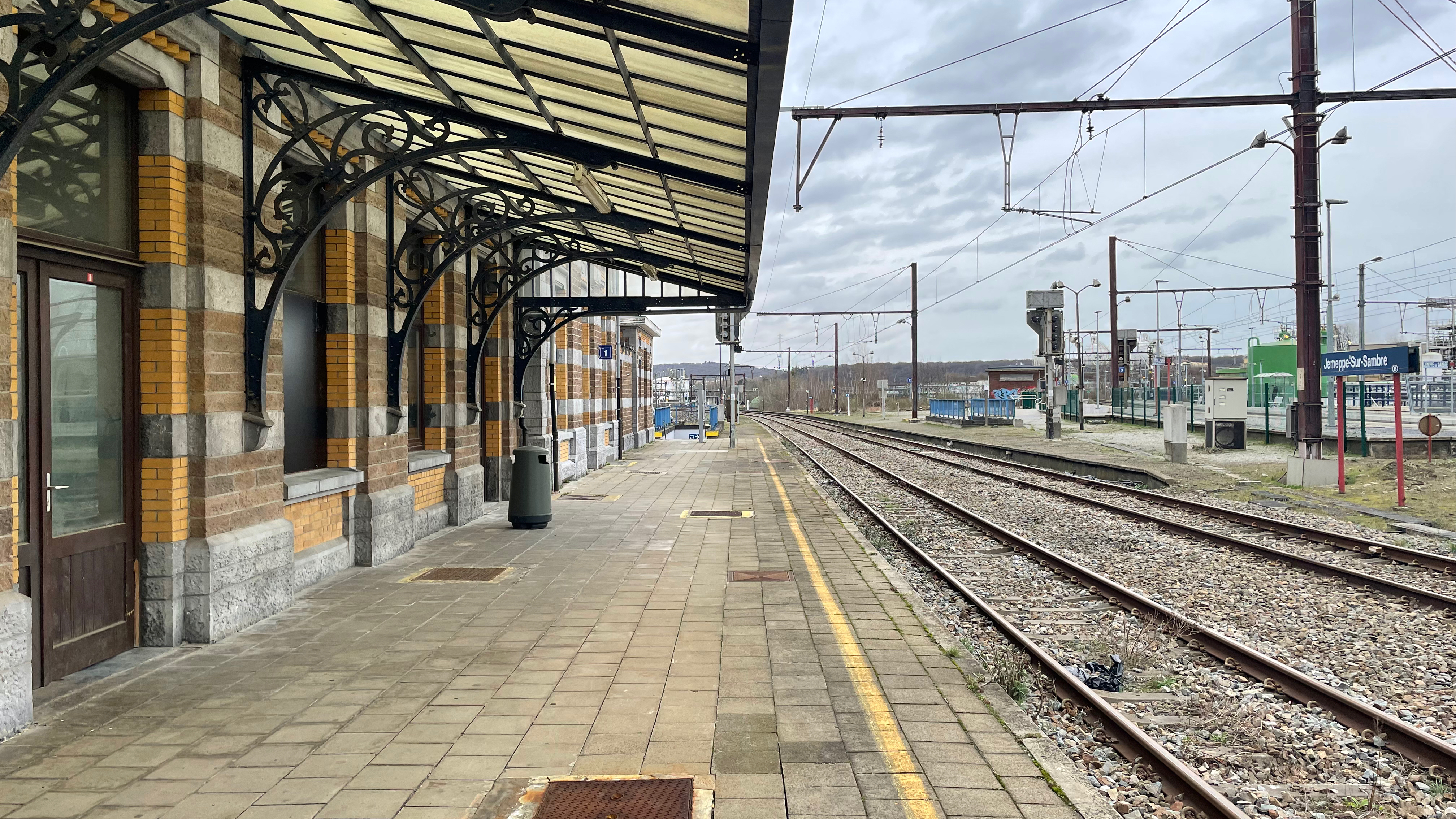
Zicht op perron 1
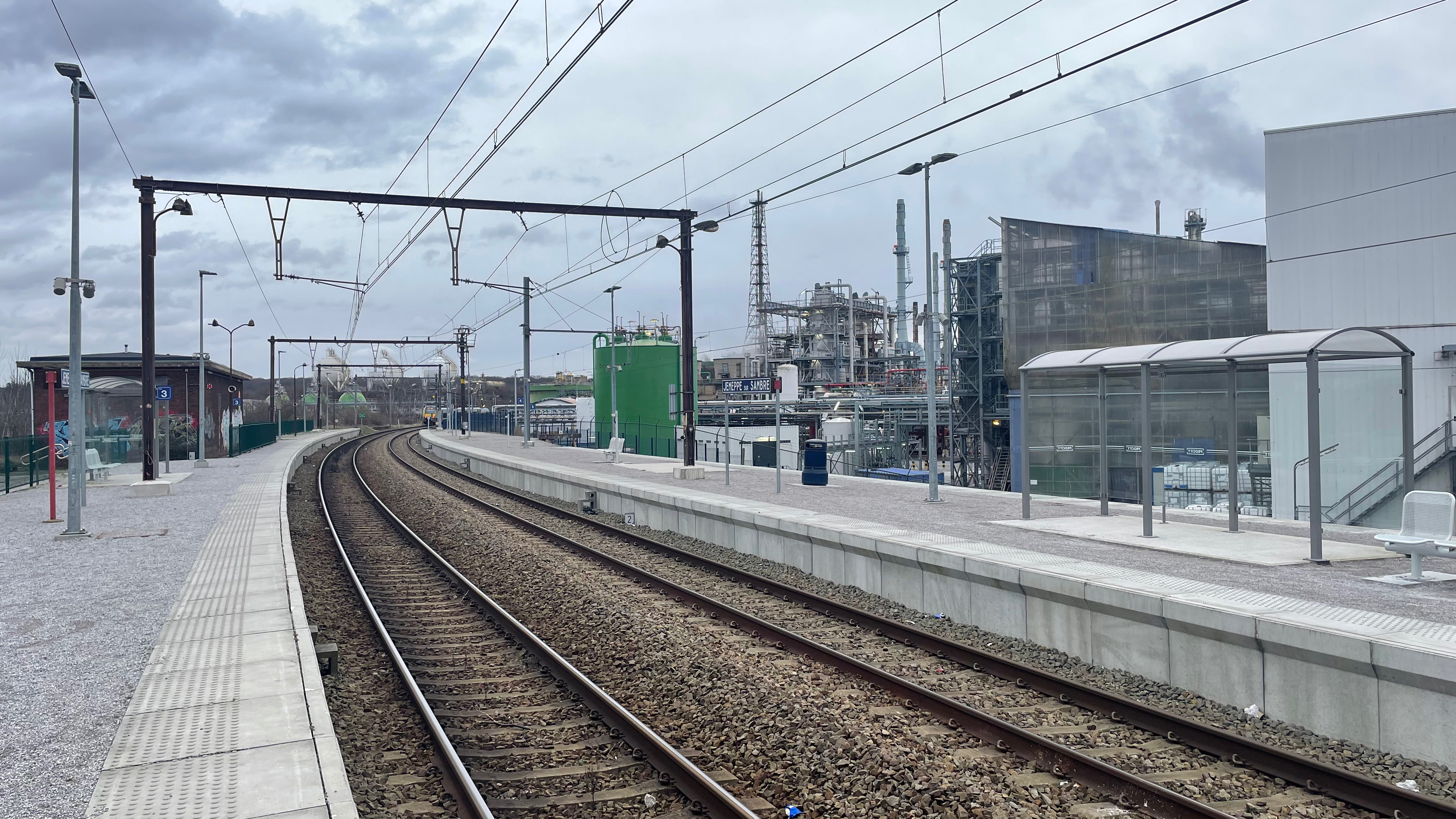
Perrons aan L130
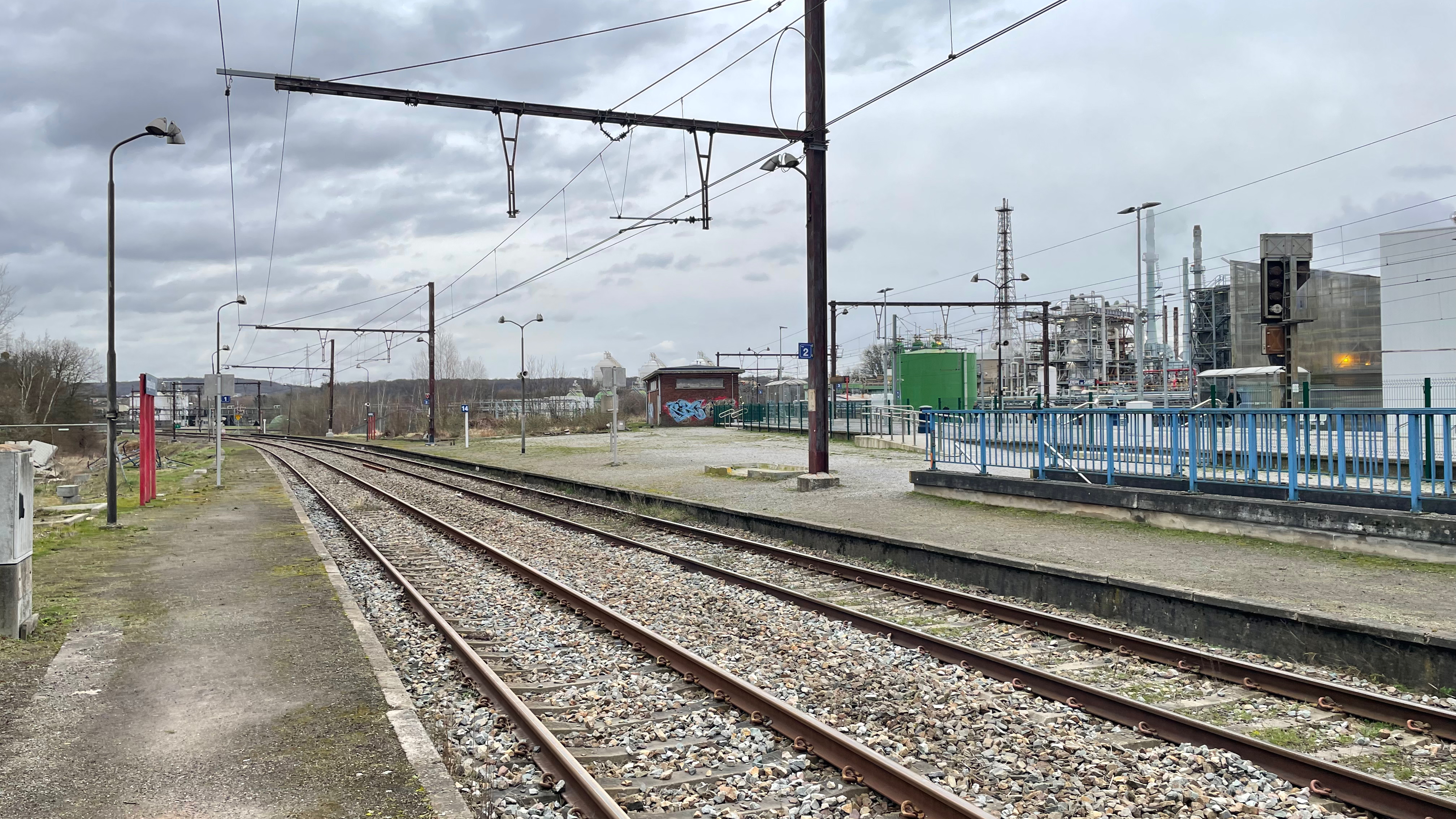
Perrons aan L144

## Reizigerstellingen
De grafiek en tabel geven het gemiddeld aantal instappende reizigers weer op een week-, zater- en zondag.
| Tabel: aantal instappende reizigers station Jemeppe-sur-Sambre | Tabel: aantal instappende reizigers station Jemeppe-sur-Sambre | Tabel: aantal instappende reizigers station Jemeppe-sur-Sambre | Tabel: aantal instappende reizigers station Jemeppe-sur-Sambre |
|                                                                | Weekdag                                                        | Zaterdag                                                       | Zondag                                                         |
| -------------------------------------------------------------- | -------------------------------------------------------------- | -------------------------------------------------------------- | -------------------------------------------------------------- |
| 1977                                                           | 923                                                            | 214                                                            | 186                                                            |
| 1978                                                           | 945                                                            | 223                                                            | 143                                                            |
| 1979                                                           | 894                                                            | 233                                                            | 236                                                            |
| 1980                                                           | 823                                                            | 238                                                            | 201                                                            |
| 1981                                                           | 931                                                            | 213                                                            | 209                                                            |
| 1982                                                           | 710                                                            | 392                                                            | 140                                                            |
| 1983                                                           | 875                                                            | 196                                                            | 137                                                            |
| 1984                                                           | 687                                                            | 202                                                            | 125                                                            |
| 1985                                                           | 700                                                            | 170                                                            | 131                                                            |
| 1986                                                           | 583                                                            | 139                                                            | 86                                                             |
| 1987                                                           | 666                                                            | 114                                                            | 108                                                            |
| 1988                                                           | 621                                                            | 169                                                            | 118                                                            |
| 1989                                                           | 526                                                            | 166                                                            | 137                                                            |
| 1990                                                           | 548                                                            | 145                                                            | 117                                                            |
| 1991                                                           | 523                                                            | 152                                                            | 117                                                            |
| 1992                                                           | 496                                                            | 148                                                            | 117                                                            |
| 1993                                                           | 468                                                            | 106                                                            | 81                                                             |
| 1994                                                           | 480                                                            | 137                                                            | 119                                                            |
| 1995                                                           | 441                                                            | 160                                                            | 138                                                            |
| 1996                                                           | 535                                                            | 143                                                            | 114                                                            |
| 1997                                                           | 491                                                            | 140                                                            | 97                                                             |
| 1998                                                           | 540                                                            | 136                                                            | 88                                                             |
| 1999                                                           | 537                                                            | 145                                                            | 90                                                             |
| 2000                                                           | 471                                                            | 130                                                            | 114                                                            |
| 2001                                                           | 457                                                            | 112                                                            | 103                                                            |
| 2002                                                           | 426                                                            | 154                                                            | 83                                                             |
| 2003                                                           | 596                                                            | 152                                                            | 116                                                            |
| 2004                                                           | 389                                                            | 142                                                            | 60                                                             |
| 2005                                                           | 531                                                            | 140                                                            | 99                                                             |
| 2006                                                           | 588                                                            | 208                                                            | 131                                                            |
| 2007                                                           | 604                                                            | 205                                                            | 132                                                            |
| 2008                                                           | -                                                              | -                                                              | -                                                              |
| 2009                                                           | 478                                                            | 141                                                            | 106                                                            |
| 2010                                                           | -                                                              | -                                                              | -                                                              |
| 2011                                                           | -                                                              | -                                                              | -                                                              |
| 2012                                                           | 523                                                            | 180                                                            | 140                                                            |
| 2013                                                           | 512                                                            | 164                                                            | 141                                                            |
| 2014                                                           | 597                                                            | 246                                                            | 170                                                            |
| 2015                                                           | 521                                                            | 218                                                            | 128                                                            |
| 2016                                                           | 548                                                            | 161                                                            | 162                                                            |
| 2017                                                           | 538                                                            | 164                                                            | 150                                                            |
| 2018                                                           | 362                                                            | 162                                                            | 164                                                            |
| 2019                                                           | 343                                                            | 200                                                            | 157                                                            |
| 2020                                                           | 280                                                            | 149                                                            | 137                                                            |
| 2021                                                           | -                                                              | -                                                              | -                                                              |
| 2022                                                           | 316                                                            | 242                                                            | 175                                                            |
| 2023                                                           | 449                                                            | 268                                                            | 212                                                            |
| 2024                                                           | 450                                                            | 162                                                            | 117                                                            |

0,0: Namen ·
3,2: Ronet ·
4,8: Flawinne ·
8,6: Floreffe ·
10,9: Franière ·
13,5: Mornimont ·
14,4: Moustier ·
16,2: Ham-sur-Sambre ·
16,7: Jemeppe-sur-Sambre ·
19,3: Auvelais ·
21,4: Tamines ·
23,7: Aiseau ·
25,5: Tergnée ·
26,4: Farciennes ·
27,5: Le Campinaire ·
28,6: Pont-de-Loup ·
29,8: Châtelet ·
32,6: Couillet-Montignies ·
33,9: Couillet ·
36,6: Charleroi-Central
0,0: Gembloers ·
1,6: Chapelle-Dieu ·
5,1: Vichenet ·
7,1: Mazy ·
10,4: Onoz-Spy ·
12,9: Jemeppe-Froidmont ·
14,4: Jemeppe-sur-Sambre